# Governatore delle Svalbard
Il governatore delle Svalbard (in nynorsk: Sysselmesteren på Svalbard ed in bokmål Sysselmannen på Svalbard) è il rappresentante del governo del Regno di Norvegia nelle isole Svalbard (Spitsbergen).

## Poteri e funzioni
Il governatore nominato in loco risponde direttamente al Ministero della Giustizia norvegese, ma ha il compito di mantenere gli interessi dell'intera nazione norvegese nelle Svalbard, occupandosi perciò della salvaguardia del territorio, della legge, delle rappresentanze e anche delle questioni civili come matrimoni e divorzi. Un ruolo importante del governatore delle Svalbard è stato ed è ancora oggi quello di mantenere buone relazioni con la comunità russa di Barentsburg.
L'ufficio del governatore delle Svalbard è pertanto composto da:
- uno staff con interpreti di lingua russa e consiglieri in materia legale, di turismo, ecc.
- una sessione legislativa
- una sessione di protezione ambientale
- una sessione amministrativa e finanziaria

Il governatore ha anche a disposizione diversi elicotteri, snowscooters, speedboats e altri mezzi che consentano appunto a chi ricopre la carica di potersi spostare il più agevolmente possibile nel territorio amministrato e svolgere quindi appieno le proprie responsabilità di governo. Il budget a disposizione del governatorato viene ogni anno stabilito dal parlamento norvegese e si aggira quasi sempre attorno ai 60.000.000 di corone norvegesi.

## Governatori delle Svalbard
|                                    | Edvard Lassen (facente funzioni di governatore)     | agosto-settembre 1925      |            |
|                                    | Johannes Gerckens Bassøe                            | 1925-1933                  |            |
|                                    | Helge Ingstad (facente funzioni di governatore)     | 1933-1935                  |            |
|                                    | Wolmar Tycho Marlow                                 | 1935-1941                  |            |
| Occupazione nazista della Norvegia |                                                     |                            |            |
|                                    | Hans-Robert Knoespel (comandante militare)          | 1941-1942                  |            |
|                                    | Ernst Gustav Adolf Ullring                          | luglio-settembre 1942      | 1º mandato |
|                                    | Albert Karlsen Tornerud                             | settembre-dicembre 1942    |            |
|                                    | Ernst Gustav Adolf Ullring                          | dicembre 1942-giugno 1943  | 2º mandato |
|                                    | Peter Morten Bredsdorff                             | giugno-settembre 1943      |            |
|                                    | Ove Roll Lund                                       | settembre 1943-giugno 1944 |            |
|                                    | Johannes Sjur Etterlid                              | 1944-1946                  |            |
| Liberazione della Norvegia         |                                                     |                            |            |
|                                    | Håkon Balstad                                       | 1946-1956                  |            |
|                                    | Odd Birketvedt                                      | 1956-1960                  |            |
|                                    | Finn Backer Midtbøe                                 | 1960-1963                  |            |
|                                    | Tollef Landsverk                                    | 1963-1967                  |            |
|                                    | Stephen Stephensen                                  | 1967-1670                  |            |
|                                    | Fredrik Beichmann                                   | 1970-1974                  |            |
|                                    | Leif Eldring                                        | 1974-1978                  | 1º mandato |
|                                    | Jan Grøndahl                                        | 1978-1982                  |            |
|                                    | Carl Alexander Wendt                                | 1982-1985                  |            |
|                                    | Leif Eldring                                        | 1985-1991                  | 2º mandato |
|                                    | Odd Blomdal                                         | 1991-1995                  |            |
|                                    | Ann-Kristin Olsen                                   | 1995-1998                  |            |
|                                    | Morten Ruud                                         | 1998-2001                  |            |
|                                    | Odd Olsen Ingerø                                    | 2001-2005                  | 1º mandato |
|                                    | Sven Ole Fagernæs (facente funzioni di governatore) | 2005-2005                  |            |
|                                    | Per Sefland                                         | 2005-2009                  |            |
|                                    | Odd Olsen Ingerø                                    | 2009-2015                  | 2º mandato |
|                                    | Kjerstin Askholt                                    | 2015-2021                  |            |
|                                    | Lars Fause                                          | 2021-in carica             |            |